# Semler Gruppen
Semler Gruppen A/S eller Semler Holding A/S er en dansk bil- og jordbrugsmaskinevirksomhed. Virksomheden beskæftiger sig med import, engrossalg og detailsalg; desuden værksteder, leasing, udlejning og mobilitetsservices indenfor køretøjer og maskiner. Semler er ejet af familien Mourier.
I Danmark har Semler igennem datterselskabet Skandinavisk Motor Co. importen af bilmærkerne Volkswagen personbiler, Audi, Seat, Cupra, Škoda, John Deere, Porsche, Volkswagen erhvervsbiler og Ducati motorcykler. Deres markedsandel er på 26 % blandt nyregistrerede personbiler.
Igennem datterselskabet Semler Agro har Semler importen af John Deere og forskellige maskiner og en markedsandel på 26 % på nyregistrerede traktorer.
Semler er franchisetagere af biludlejning igennem Enterprise.
Semler Leasing er koncernens leasingselskab. Mobilitetsvirksomheden Holo er en del af Semler.